# Zajíc bělák
Zajíc bělák (Lepus timidus), někdy také zajíc šarák, je savec z čeledi zajícovití. Jeho nejznámějším příbuzným je zajíc polní.

## Biologie a chování

### Rozšíření a biotop
Zajíc bělák žije na území severní části Evropy a Asie.
Tento odlehle žijící druh, nenápadný, nenáročný a nepředvídatelně se chovající, může stejně dobře žít v různé nadmořské výšce v lesích jako na nekonečných holých terénech a v chaoticky mozaikovitém prostředí nejvyšších alpských hor, někdy i nad hranicí 3000 m n. m.

### Popis
Zajíc bělák nejčastěji váží asi 2,5 kg. Exempláře vážící 3 kg jsou již považovány za výjimečné. Bereme-li v úvahu poměry všech proporcí, jeho uši poměrně velikostí připomínají králíka. Jeho národní název ukazuje na jeho mimetismus; v létě má tento zajíc šedohnědou srst, ale z příchodem zimy se jeho srst změní na zářivě bílou. Jedině jeho hnědé oči a nos a černé konce uší tehdy umožňují, aby ho dobře znalý člověk objevil na sněhu.
Jeho končetiny jsou přizpůsobeny pohybu na sněhové pokrývce. Zadní končetiny jsou opravdové sněžnice, tlapky jsou značně dlouhé, prsty hustě ochlupeny i po stranách a na dolní straně a i tlapky jsou ochlupené. Zajíc bělák si nehloubí noru. Nocuje např. pod kmenem spadlého
stromu nebo mezi balvany.

### Způsob života

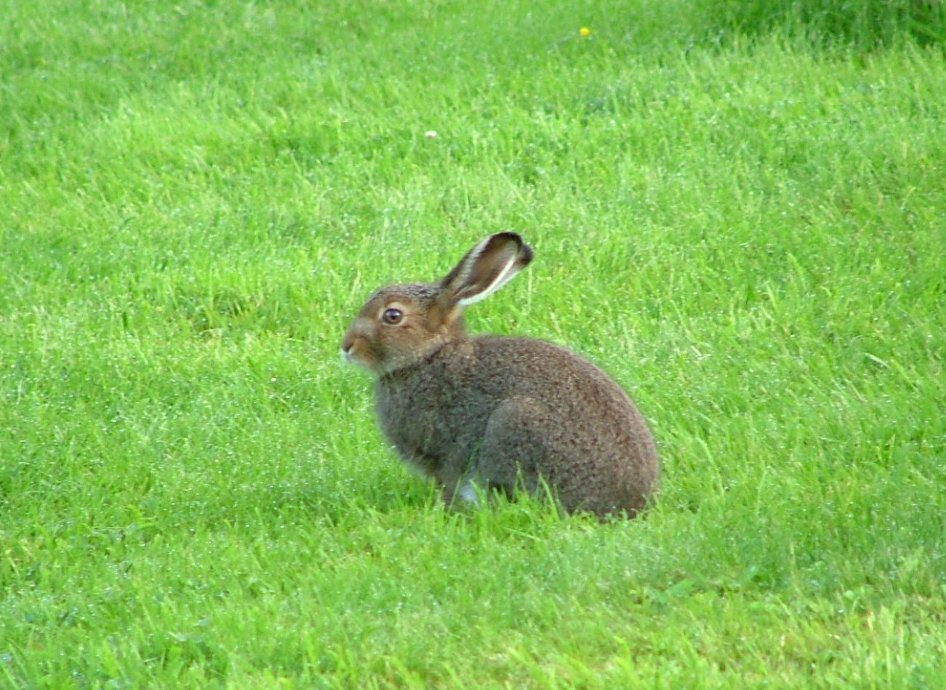

Zajíc bělák je aktivní v podstatě až pozdě večer a k ránu během celého roku. Zajímá ho jako potrava skoro vše, tráva, horský jetel, tavolník, kapradiny, větvičky, listy a pupeny různých dřevin. Někdy poctí návštěvou i drobné kultury plodin a usedlosti horalů (které jsou čím dál víc větší vzácností).
Zajíc polní i bělák pohlavně dospívají ve stáří asi jednoho roku. Ročně má samice v průměru přibližně dva vrhy, každý po dvou až čtyřech mláďatech. Mláďata brzy používají všechny smysly a jsou schopna následovat matku. Rostlinnou stravu přijímají přibližně ve věku 12 dní.

#### Soužití dvou druhů zajíců
Zajíc bělák nejčastěji žije v nadmořské výšce nad 1800 m, ale pravidelně bývá jeho výskyt zaznamenáván i ve výšce 1300–1500 m. Zajícovi polnímu se mimo lovnou sezónu daří někdy proniknout až do výše 2000 m. Životní prostředí těchto dvou druhů se tedy soustavně prolínají, ale oba se k sobě chovají nevšímavě až na období říje, v níž dochází občas ke zkřížení dvou druhů. Mohou se pak zrodit zvláštní exempláře, pokud jde o tělesnou váhu a barvu srsti. Tato integrace znaků však nemá žádné dlouhodobější následky, protože potomstvo vzniklé z těchto neobvyklých svazků je vždy sterilní.

## Poddruhy
- Zajíc bělák irský (Lepus timidus hibernicus)
- Zajíc bělák severoevropský (Lepus timidus timidus; Linneaus, 1785)
- Zajíc bělák skotský (Lepus timidus scoticus)
- Zajíc bělák alpský (Lepus timidus varronis; Miller, 1901)
- Lepus timidus ainu[2]